# الدوري الكوري الشمالي لكرة القدم 2008
الدوري الكوري الشمالي لكرة القدم 2008 هو موسم من الدوري الكوري الشمالي لكرة القدم. فاز فيه Amnokgang Sports Club ‏.